# حادثه ازدحام هالووین سئول
حادثه ازدحام هالووین سئول ازدحام جمعیتی بود که در ۲۹ اکتبر ۲۰۲۲، در طول جشن‌های هالووین در منطقه ایته‌وون، سئول، کره جنوبی موجب کشته شدن ۱۵۹ نفر و زخمی شدن حداقل ۱۹۶ نفر شد.

## زمینه
منطقه ایته‌وون، واقع در مرکز سئول، یک مکان محبوب برای تجمع است، زیرا این منطقه میزبان کلوپ‌های شبانه و بارهاست. تقریباً ۱۰۰۰۰۰ نفر در رویداد هالووین در ایته‌وون شرکت کرده بودند. در زمان حادثه این فستیوال پربازدیدترین جشنواره هالووین در این منطقه از زمان شروع دنیاگیری کووید-۱۹ در کره جنوبی بود. همچنین این اولین رویداد از زمان شروع همه‌گیری بود که نیازی به پوشیدن ماسک نداشت.

## حادثه
ازدحام جمعیت در ساعت ۲۲:۲۰ به وقت محلی)، در امتداد یک کوچه در نزدیکی خروجی دوم ایستگاه ایته‌وون و هتل همیلتون رخ داد. گروه‌های رسانه‌ای محلی گفتند که مردم به دلیل شایعه‌ای مبنی بر حضور یک فرد مشهور، در یک بار تجمع کردند.

## قربانیان
مقامات سئول گفتند که حداقل ۱۵۴ نفر جان خود را از دست دادند و تلفات بیشتری نیز پیش‌بینی می‌شود. در میان کشته‌شدگان ۱۹ نفر خارجی بودند. آژانس ملی آتش‌نشانی و وزارت کشور و ایمنی گفتند که نزدیک به ۱۰۰ نفر مجروح شدند و ۵۰ نفر برای ایست قلبی تحت مراقبت‌های پزشکی قرار گرفتند.
به نقل از ناصر کنعانی، سخنگوی وزارت خارجه ایران، گزارش شده‌است که پنج نفر از جانباختگان این حادثه ایرانی بوده‌اند.

## واکنش
رئیس‌جمهور کره جنوبی، یون سوک یول در یک جلسه اضطراری شرکت کرد. او مداوای سریع مجروحان و بررسی ایمنی مکان‌های جشن را در فوریت قرار داد.
یون سوک یول بامداد روز بعد از صحنه حادثه بازدید کرد. چند روز عزای عمومی توسط رئیس‌جمهور یون اعلام شد. شهردار سئول، اوه سه هون، که در زمان وقوع حادثه در سفری به اروپا بود، به سئول بازگشت. نیروهای نظامی ایالات متحده آمریکا مستقر در کره جنوبی این حادثه را تسلیت گفتند.
بسیاری از رهبران جهان از جمله جو بایدن، رئیس‌جمهور آمریکا، ریشی سوناک، نخست‌وزیر بریتانیا، آنتونی آلبانیزی، نخست‌وزیر استرالیا، جاستین ترودو، نخست‌وزیر کانادا، امانوئل مکرون رئیس‌جمهور فرانسه، اولاف شولتس، صدراعظم آلمان و فومیو کیشیدا، نخست‌وزیر ژاپن، ابراز همدردی کردند و رویداد پیشامده را تسلیت گفتند.
فروشگاه‌های زنجیره ای از جمله سی‌یو و جی‌اس۲۵ فروش آنلاین محصولات با موضوع هالووین را متوقف کردند. همچنین فروشگاه‌های تبلیغات هالووین و فروش محصولات مرتبط تا ۱ نوامبر به حالت تعلیق درآوردند.